# Вальтер Шеєль
Вальтер Шеєль (нім. Walter Scheel; 8 липня 1919, Золінген, Північна Рейн-Вестфалія — 24 серпня 2016, Бад-Кроцінген, Баден-Вюртемберг, Німеччина) — німецький політик, з 1974 по 1979 роки обіймав пост федерального президента Німеччини.

## Біографія
Шеєль народився 1919 року у Золінгені. Під час Другої світової війни служив у Люфтваффе, був ад'ютантом і бортрадистом відомого аса нічної винищувальної авіації Мартіна Древеса. Після війни вступив до Вільної демократичної партію Німеччини.

## Кар'єра
З 1950 р. — член ландтагу землі Північний Рейн — Вестфалія.
1953 року було обрано до Бундестагу, де з 1967 по 1969 роки займав пост віце-президента.
З 1958 по 1961 роки був членом Європейського парламенту. З 1961 року по 1966 рік федеральний міністр з економічного розвитку.
1968 року на з'їзді ВДП в Фрейбурзі обирається головою партії.
З 21 жовтня 1969 по 16 травня 1974 займав пост віце-канцлера і пост міністра закордонних справ у коаліційному уряді СДПН і ВДП (уряд Брандта-Шеєль).
1971 року став першим міністром закордонних справ ФРН і відвідав з офіційним візитом Ізраїль. У тому ж році був нагороджений премією Теодора Гойса.
1972 року відвідав Пекін з метою узгодження питання про встановлення дипломатичних відносин між ФРН та Китаєм.
Шеєль брав участь у підписанні договору 1970 між ФРН та СРСР про визнання післявоєнних кордонів у Європі, що поклав початок серії договорів ФРН з східноєвропейськими країнами.
Після відходу у відставку 7 травня 1974 Віллі Брандта, Шеєль тимчасово зайняв пост федерального канцлера. Через 9 днів (16 травня) на цій посаді його змінив Гельмут Шмідт.
15 травня 1974 обраний федеральним президентом Німеччини та перебував на цій посаді до 30 червня 1979.
У 1975 р. відвідав з державним візитом СРСР, Францію, США, Іспанію.
1976 року він відмовився підписувати «Закон про скасування перевірки відмови від військової служби» з міркувань совісті.

## Факти
- Вальтер Шеєль є одним з колишніх керівників держав та урядів у сучасному світі, що найдовше живуть .
- Вальтеру Шеєлю належить рекорд за тривалості життя серед всіх кайзерів та президентів Німеччини (включаючи НДР).